# Susan Chapman
Susan Claire „Sue” Chapman, po mężu Popa (ur. 17 września 1962) – australijska wioślarka, brązowa medalistka olimpijska.

## Kariera
Wystąpiła na igrzyskach olimpijskich w Los Angeles w 1984, gdzie osada Australii w składzie: Robyn Grey-Gardner, Karen Brancourt, Susan Chapman, Margot Foster i Susan Lee zdobyła brązowy medal w czwórkach ze sternikiem. W finale A o 3,99 sekundy przegrały z osadą Rumunii i o 1,74 sekundy z osadą Kanady. Był to jej jedyny start olimpijski.
Zdobyła dwa medale igrzysk Wspólnoty Narodów w Edynburgu w 1986, zwyciężając w ósemce i zajmując drugie miejsce w czwórce ze sternikiem. 
Kształciła się na Uniwersytecie w Melbourne. Po zakończeniu kariery została trenerem wioślarstwa.
Wyszła za mąż za Iona Popę, z którym ma córkę, Rosemary. Zarówno mąż jak i córka również zostali wioślarzami.